# سن ویتو کتینو
سن ویتو کتینو (انگلیسی: San Vito Chietino) یک شهرک و کومونه در استان کییتی است.
این شهرک در سال ۲۰۰۹ میلادی ۵٬۳۲۶ نفر جمعیت و همین‌طور ۱۶ کیلومتر مربع مساحت دارد.